# Kumari (déesse)
Pour les articles homonymes, voir Kumari.
 (avril 2015).

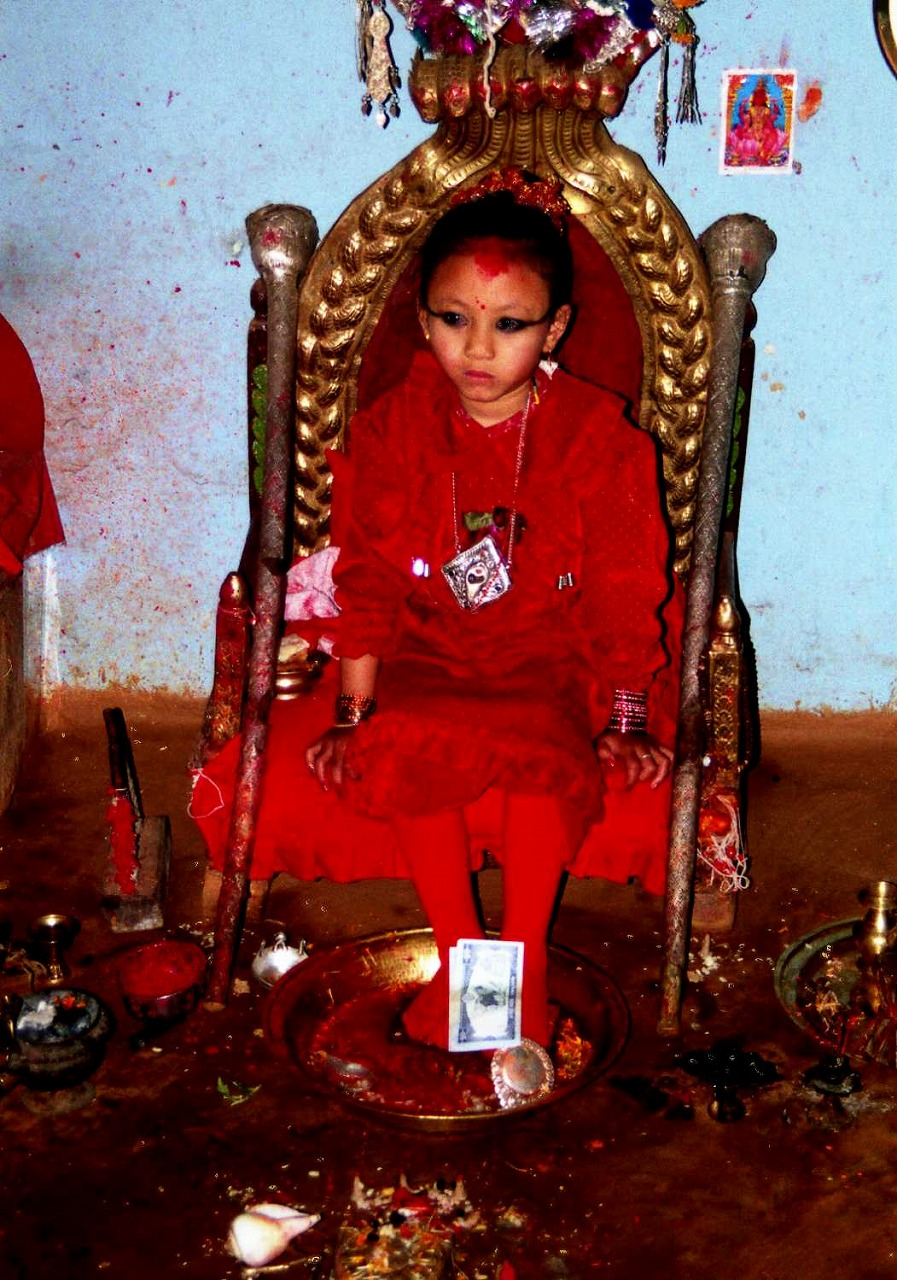
Kumari avec le troisième œil sur le front.

Une Kumari est une jeune fille vénérée comme une déesse vivante au Népal, dans les traditions hindoue et bouddhiste. Il existe plusieurs déesses vivantes dans la vallée de Katmandou, la Kumari Devi, ou Kumari royale, restant la plus importante.
La tradition des Kumaris (vierges, jeunes filles prépubères en français) date du XVIIe siècle bien que ses origines remontent à au moins deux mille ans. Pour les Newars bouddhistes, elle est l'incarnation de Vajradevi tandis que pour les hindous, elle est l'incarnation de Taleju, une incarnation de la déesse Dourga. C'est le seul culte dans lequel une déesse vivante est vénérée.

## Croyances
Lors de la fête de la Durgā pūjā, après huit jours de célébrations et de purification, le neuvième jour est le jour de la fête de la Grande Déesse où elle fait son apparition en personne aux habitants de la ville. Chaque ville possède sa propre Kumari et la plus importante est celle de Katmandou appelée la Kumari royale qui bénit le roi du Népal chaque année. Depuis le XVe siècle, ils se prosternent devant elle pour asseoir leur légitimité.
Après être apparue aux habitants, elle est portée à travers les rues de la ville — la Kumari royale sur une litière tandis que celle de Bhaktapur est portée sur les épaules de son père accompagnée d'un prêtre. Elles sont considérées comme ayant la capacité de soigner, de répondre aux souhaits des croyants et d'offrir bénédiction et prospérité.
Selon les historiens, cette tradition date du XIe siècle et a aujourd'hui lieu dans une douzaine de bourgs et villes népalais. Neuf d'entre elles se trouvent dans la vallée de Katmandou.

## La sélection et les critères
Les petites filles sont choisies dans certaines communautés et doivent avoir des ancêtres venant d'une caste plus élevée. Être choisie en tant que Kumari est considéré comme un très grand honneur et  certaines familles forment leurs petites filles pour obtenir le statut. Elles doivent répondre à trente-deux critères : 
- Avoir le corps en forme de feuille de saptacchata
- Avoir le corps proportionné comme un nyagrodha (figuier des banians)
- Avoir un corps robuste
- Avoir un corps pur
- Avoir une belle ombre
- Avoir une ombre dorée
- Avoir les pores de la peau bien délimités
- Avoir la voix grave comme celle d'un moineau
- Avoir les cheveux raides et tournés vers la droite
- Avoir les cheveux noirs
- Avoir le front large et proportionné
- Avoir la tête ronde
- Avoir les yeux noirs
- Avoir les cils comme ceux d'une vache
- Avoir les joues comme un lion
- Avoir 40 dents
- Avoir les dents proportionnées
- Avoir les dents blanches
- Avoir une langue petite et proportionnée
- Avoir une langue humide
- Avoir le cou comme une conque
- Avoir les épaules rondes
- Avoir la poitrine comme celle d'un lion
- Avoir le nombril rebondi comme celui d'un singe
- Avoir de longs bras
- Avoir les organes sexuels enfoncés dans le bassin
- Avoir des cuisses comme celles d'un daim
- Avoir les pieds et les mains comme un canard
- Avoir les pieds et les mains doux et délicats
- Avoir des pieds proportionnés
- Avoir une ligne sous la plante des pieds en forme de cercle
- Avoir des talons proportionnés
- Avoir de longs orteils

Chacune d'entre elles est sélectionnée au moment où elle perd sa première dent de lait et doit démissionner le jour où elle perd sa première goutte de sang, la plupart du temps le jour de ses premières règles, pour revenir à la vie normale.

## Les traditions autour des Kumaris
Ces jeunes filles doivent respecter différentes traditions en rapport avec leur statut. Elles ne doivent pas marcher sur le sol, considéré comme impur  et ont un triangle rouge sur le front, évocation du sexe féminin et de la puissance de la déesse (shakti). Lors de leurs apparitions, elles ont les yeux fardés d'une ligne de khôl noir.
Avant 2005, elle ne recevaient aucune éducation car elles sont réputées comme omniscientes mais l'autobiographie d'une ancienne Kumari expliquant ses difficultés à rattraper son retard fait bouger les choses.

## La vie habituelle des Kumari
La Kumari ne peut sortir dehors sauf lors des festivals en son honneur. Elle ne peuvent manger certaines nourritures comme le poulet et ses proches ne peuvent porter du cuir.

## Le retour à la vie ordinaire
Les Kumari ne sont plus considérées comme des déesses vivantes le jour où elles ont leurs premières règles et doivent abandonner leur service. La sélection de la nouvelle Kumari débute peu avant cette date fatidique.
Jusqu'à il y a quelques années, elles n'allaient pas à l'école. Depuis peu, grâce à l'action de différentes associations œuvrant pour la défense des droits de l'homme, elles bénéficient d'une éducation pendant leur "règne". L'autobiographie en 2005 d'une ancienne Kumari expliquant ses difficultés à rattraper son retard fait bouger les choses.